# کامیکو ویلیامز
کامیکو ویلیامز (انگلیسی: Kamiko Williams؛ زادهٔ ۶ آوریل ۱۹۹۱) بازیکن بسکتبال اهل ایالات متحده آمریکا است.